# Olympique Lyonnais 2014-2015 (femminile)
Questa voce raccoglie le informazioni riguardanti la squadra femminile dell'Olympique Lione nelle competizioni ufficiali della stagione 2014-2015.

## Stagione
La stagione 2014-2015 della squadra femminile dell'Olympique Lione è partita con la partenza di Laëtitia Tonazzi verso il Montpellier, mentre al suo posto è stata presa Ada Hegerberg, giovane prodigio norvegese, dal Turbine Potsdam. Al posto di Patrice Lair, come allenatore della squadra è stato messo sotto contratto Gérard Prêcheur.
In campionato l'Olympique Lione ha vinto il suo tredicesimo titolo, il nono consecutivo. Il campionato è stato concluso con 88 punti, frutto di 22 vittorie, nessun pareggio e nessuna sconfitta. La squadra è arrivata in finale di Coppa di Francia, superando il Montpellier per 2-1 e vincendo la sua settima coppa nazionale.
Il cammino dell'Olympique Lione in UEFA Women's Champions League si è interrotto agli ottavi di finale: dopo aver superato agevolmente il Brescia nei sedicesimi, l'OL è stato eliminato dalle connazionali del Paris Saint-Germain perdendo in casa per 0-1 dopo che l'andata in trasferta si era conclusa in parità sull'1-1.

## Maglie
Le tenute di gioco sono le stesse dell'Olympique Lione maschile.
| Casa | Trasferta | Terza divisa |

## Organigramma societario
Area tecnica
- Allenatore: Gérard Prêcheur
- Vice allenatore: Yoann Vivier
- Preparatore dei portieri: Yoann Vivier
- Preparatore atletico: Toru Ota
- Medico sociale: Yann Fournier
- Fisioterapista: Yannick Millet, Guillaume Morel

## Rosa
| N. |                     | Ruolo | Calciatrice       |
| -- | ------------------- | ----- | ----------------- |
| 1  | Francia (bandiera)  | P     | Cindy Perrault    |
| 2  | Francia (bandiera)  | D     | Noémie Carage     |
| 3  | Francia (bandiera)  | D     | Wendie Renard (c) |
| 4  | Francia (bandiera)  | C     | Makan Traoré      |
| 5  | Giappone (bandiera) | D     | Saki Kumagai      |
| 6  | Francia (bandiera)  | C     | Amandine Henry    |
| 7  | Francia (bandiera)  | C     | Amel Majri        |
| 8  | Svezia (bandiera)   | A     | Lotta Schelin     |
| 9  | Francia (bandiera)  | A     | Eugénie Le Sommer |
| 10 | Francia (bandiera)  | C     | Louisa Nécib      |
| 11 | Francia (bandiera)  | C     | Lucie Pingeon     |
| 12 | Francia (bandiera)  | A     | Élodie Thomis     |
| 13 | Francia (bandiera)  | D     | Mélissa Plaza     |

| N. |                     | Ruolo | Calciatrice        |
| -- | ------------------- | ----- | ------------------ |
| 14 | Norvegia (bandiera) | A     | Ada Hegerberg      |
| 15 | Francia (bandiera)  | C     | Élise Bussaglia    |
| 16 | Francia (bandiera)  | P     | Sarah Bouhaddi     |
| 17 | Francia (bandiera)  | D     | Corine Petit       |
| 19 | Francia (bandiera)  | C     | Ève Périsset       |
| 20 | Francia (bandiera)  | A     | Delphine Cascarino |
| 21 | Svizzera (bandiera) | C     | Lara Dickenmann    |
| 23 | Francia (bandiera)  | C     | Camille Abily      |
| 24 | Francia (bandiera)  | A     | Mylaine Tarrieu    |
| 30 | Francia (bandiera)  | P     | Méline Gérard      |
| 33 | Francia (bandiera)  | C     | Maëlle Garbino     |
| 34 | Francia (bandiera)  | D     | Estelle Cascarino  |

## Calciomercato

### Sessione estiva
| Acquisti | Acquisti      | Acquisti        | Acquisti   |
| R.       | Nome          | da              | Modalità   |
| -------- | ------------- | --------------- | ---------- |
| P        | Méline Gérard | Saint-Étienne   | definitivo |
| A        | Ada Hegerberg | Turbine Potsdam | definitivo |

| Cessioni | Cessioni               | Cessioni      | Cessioni      |
| R.       | Nome                   | a             | Modalità      |
| -------- | ---------------------- | ------------- | ------------- |
| P        | Pauline Peyraud-Magnin | Issy          | in prestito   |
| C        | Megan Rapinoe          | Seattle Reign | fine prestito |
| A        | Laëtitia Tonazzi       | Montpellier   | definitivo    |

## Risultati

### Division 1

#### Girone di andata
| Arbitro: | Maubacq |

|                                |           |  |
| Schelin 42’, 83’ Hegerberg 87’ | Marcatori |  |

| Arbitro: | Guillemin |

|  |           | |
|  | Marcatori | 5’, 15’, 27’ Schelin 10’ Renard 30’ Nécib 34’ Dickenmann 37’ Majri 43’, 54’, 63’ Hegerberg 48’, 51’ Le Sommer 60’ Abily 69’ Henry 80’ Thomis |

| Arbitro: | Coppola |

|                                                    |           |  |
| Hegerberg 5’ Bussaglia 47’ Abily 71’ Le Sommer 90’ | Marcatori |  |

| Arbitro: | Bonnin |

|                       |           |                                                 |
| Machart-Rabanne 90+1’ | Marcatori | 12’ Hegerberg 17’ Schelin 37’ Renard 80’ Thomis |

| Arbitro: | Bourquin |

|                                                             |           |  |
| Le Sommer 45’ Abily 60’, 80’ Schelin 65’, 75’ Hegerberg 84’ | Marcatori |  |

| Arbitro: | Zaouak |

|  |           |                                             |
|  | Marcatori | 17’ Hegerberg 58’, 61’ Le Sommer 71’ Thomis |

| Arbitro: | Zinck |

|                                                                                  |           |  |
| Schelin 6’ Hegerberg 27’, 62’, 74’, 90+2’ Dickenmann 43’, 68’ Le Sommer 60’, 88’ | Marcatori |  |

| Arbitro: | Guillemin |

|                          |           |         |
| Schelin 4’ Hegerberg 61’ | Marcatori | 8’ Kaci |

| Arbitro: | Mougeot |

|  |           |                                                           |
|  | Marcatori | 21’, 34’ Dickenmann 48’, 75’, 90+4’ Le Sommer 87’ Schelin |

| Arbitro: | Aragones |

|                                                                                    |           |  |
| Schelin 10’, 31’ Hegerberg 47’ Le Sommer 54’ Dickenmann 55’ Pingeon 77’ Thomis 90’ | Marcatori |  |

| Arbitro: | Coppola |

|                            |           |                                                                                 |
| Gosse 43’ (rig.) Bigot 65’ | Marcatori | 15’, 25’ Majri 23’, 30’ Le Sommer 58’, 61’ Hegerberg 68’ Dickenmann 85’ Pingeon |

#### Girone di ritorno
| Arbitro: | Buffart |

|                                                                                           |           |  |
| Le Sommer 7’, 27’ Hegerberg 15’, 43’, 79’ Schelin 33’, 63’, 68’, 84’ Renard 58’ Majri 87’ | Marcatori |  |

| Arbitro: | Zinck |

|               |           |                                              |
| Beattie 90+1’ | Marcatori | 9’, 30’ Le Sommer 60’ Abily 64’, 78’ Schelin |

| Arbitro: | Craipeau |

|                                                |           |  |
| Renard 31’, 45’ Schelin 59’ Deville 64’ (aut.) | Marcatori |  |

| Arbitro: | Dallongeville |

|  |           |                                                                                             |
|  | Marcatori | 6’, 53’, 55’ Le Sommer 10’ Hegerberg 33’ Schelin 49’ Renard 56’, 90+1’ Majri 67’ Dickenmann |

| Arbitro: | Bourquin |

| |           |  |
| Schelin 22’, 33’, 65’, 88’ Majri 29’ Le Sommer 42’, 80’ Hegerberg 49’, 54’ Kumagai 56’ (rig.) Nécib 59’ Renard 70’ Abily 78’ Bouhaddi 86’ (rig.) | Marcatori |  |

| Arbitro: | Labadot-Cadinot |

|  |           |                                                         |
|  | Marcatori | 15’ Majri 38’ Renard 76’ Le Sommer 90+2’ (rig.) Kumagai |

| Arbitro: | Coppola |

|  |           |                                                    |
|  | Marcatori | 30’ Abily 35’ Schelin 57’ Bussaglia 59’ Dickenmann |

| Arbitro: | Maubacq |

|                                                        |           |             |
| Hegerberg 24’ Schelin 31’, 73’ Le Sommer 59’ Abily 70’ | Marcatori | 90’ Palacin |

| Arbitro: | Bourquin |

|  |           |                                                            |
|  | Marcatori | 20’ Hegerberg 47’, 64’ Abily 52’, 83’ Le Sommer 81’ Renard |

| Arbitro: | Labadot Cadinot |

| |           |  |
| Renard 3’ Schelin 9’, 24’, 43’, 56’ Hegerberg 14’, 42’ Dickenmann 38’ Abily 41’, 79’ Le Sommer 49’ Pingeon 72’, 90’ Périsset 76’ | Marcatori |  |

| Arbitro: | Craipeau |

|  |           |                                 |
|  | Marcatori | 44’, 45’ Schelin 548’ Le Sommer |

### Coppa di Francia
| Arbitro: | Bonnin |

|  |           |                                                     |
|  | Marcatori | 31’ Le Sommer 47’, 77’ Schelin 64’ Majri 75’ Renard |

| Arbitro: | Efe |

|                                                                               |           |            |
| Pognat 11’ (aut.) Abily 15’ Le Sommer 36’, 48’ Schelin 43’, 80’ Majr 53’, 86’ | Marcatori | 56’ Pognat |

| Arbitro: | Bartnik |

|  |           | |
|  | Marcatori | 3’, 8’, 56’ Garbino 24’ (aut.) Arpin 28’, 34’, 41’ Abily 44’ Petit 70’, 82’, 90+1’ Hegerberg 79’ Bussaglia |

| Arbitro: | Guillemin |

|                                                                                   |           |  |
| Henry 39’ Dickenmann 62’ Le Sommer 73’ Gorce 82’ (aut.) Hegerberg 83’ Tarrieu 85’ | Marcatori |  |

| Arbitro: | Bonnin |

|  |           |                                           |
|  | Marcatori | 4’ Abily 49’, 77’ Hegerberg 53’ Cascarino |

| Arbitro: | Florence Guillemin |

|                           |           |               |
| Hegerberg 47’ Schelin 77’ | Marcatori | 27’ Jakobsson |

### UEFA Women's Champions League
| Arbitro: | Pernilla Larsson |

|  |           |                                                     |
|  | Marcatori | 12’ Nécib 20’ Schelin 23’ Renard 56’, 67’ Le Sommer |

| Arbitro: | Teodora Albon |

|                                                                                   |           |  |
| Le Sommer 14’, 20’, 47’ Nécib 30’ Abily 32’, 52’, 73’ Hegerberg 45+1’ Schelin 69’ | Marcatori |  |

| Arbitro: | Kateryna Monzul' |

|            |           |           |
| Alushi 49’ | Marcatori | 21’ Petit |

| Arbitro: | Katalin Kulcsár |

|  |           |            |
|  | Marcatori | 80’ Alushi |

## Statistiche

### Statistiche di squadra
| Competizione     | Punti | In casa | In casa | In casa | In casa | In casa | In casa | In trasferta | In trasferta | In trasferta | In trasferta | In trasferta | In trasferta | Totale | Totale | Totale | Totale | Totale | Totale | DR   |
| Competizione     | Punti | G       | V       | N       | P       | Gf      | Gs      | G            | V            | N            | P            | Gf           | Gs           | G      | V      | N      | P      | Gf     | Gs     | DR   |
| ---------------- | ----- | ------- | ------- | ------- | ------- | ------- | ------- | ------------ | ------------ | ------------ | ------------ | ------------ | ------------ | ------ | ------ | ------ | ------ | ------ | ------ | ---- |
| Division 1       | 88    | 11      | 11      | 0       | 0       | 79      | 2       | 11           | 11           | 0            | 0            | 68           | 4            | 22     | 22     | 0      | 0      | 147    | 6      | +141 |
| Coppa di Francia | -     | 2       | 2       | 0       | 0       | 14      | 1       | 3            | 3            | 0            | 0            | 21           | 0            | 6      | 6      | 0      | 0      | 37     | 2      | +35  |
| Champions League | -     | 2       | 1       | 0       | 1       | 9       | 1       | 2            | 1            | 1            | 0            | 6            | 1            | 4      | 2      | 1      | 1      | 15     | 2      | +13  |
| Totale           | -     | 15      | 14      | 0       | 1       | 102     | 4       | 16           | 15           | 1            | 0            | 95           | 5            | 32     | 30     | 1      | 1      | 199    | 10     | +189 |

### Andamento in campionato
| Giornata  | 1 | 2 | 3 | 4 | 5 | 6 | 7 | 8 | 9 | 10 | 11 | 12 | 13 | 14 | 15 | 16 | 17 | 18 | 19 | 20 | 21 | 22 |
| --------- | - | - | - | - | - | - | - | - | - | -- | -- | -- | -- | -- | -- | -- | -- | -- | -- | -- | -- | -- |
| Luogo     | C | T | C | T | C | T | C | C | T | C  | T  | C  | T  | C  | T  | C  | T  | T  | C  | T  | C  | T  |
| Risultato | V | V | V | V | V | V | V | V | V | V  | V  | V  | V  | V  | V  | V  | V  | V  | V  | V  | V  | V  |
| Posizione | 4 | 1 | 1 | 1 | 1 | 1 | 1 | 1 | 1 | 1  | 1  | 1  | 1  | 1  | 1  | 1  | 1  | 1  | 1  | 1  | 1  | 1  |

Legenda:

Luogo: C = Casa; T = Trasferta. Risultato: V = Vittoria; N = Pareggio; P = Sconfitta.

### Statistiche delle giocatrici
| Giocatore     | Division 1 | Division 1 | Division 1  | Division 1 | Coppa di Francia | Coppa di Francia | Coppa di Francia | Coppa di Francia | Champions League | Champions League | Champions League | Champions League | Totale   | Totale | Totale      | Totale     |
| Giocatore     | Presenze   | Reti       | Ammonizioni | Espulsioni | Presenze         | Reti             | Ammonizioni      | Espulsioni       | Presenze         | Reti             | Ammonizioni      | Espulsioni       | Presenze | Reti   | Ammonizioni | Espulsioni |
| ------------- | ---------- | ---------- | ----------- | ---------- | ---------------- | ---------------- | ---------------- | ---------------- | ---------------- | ---------------- | ---------------- | ---------------- | -------- | ------ | ----------- | ---------- |
| C. Abily      | 19         | 12         | 0           | 0          | 6                | 5                | 0                | 0                | 2                | 3                | 0                | 0                | 27       | 20     | 0           | 0          |
| S. Bouhaddi   | 18         | -6; 1      | 0           | 0          | 3                | -1               | 0                | 0                | 3                | -2               | 0                | 0                | 24       | -9     | 0           | 0          |
| É. Bussaglia  | 17         | 2          | 1           | 0          | 4                | 1                | 0                | 0                | 4                | 0                | 1                | 0                | 25       | 3      | 2           | 0          |
| N. Carage     | 1          | 0          | 0           | 0          | 1                | 0                | 0                | 0                | 0                | 0                | 0                | 0                | 2        | 0      | 0           | 0          |
| D. Cascarino  | 2          | 0          | 0           | 0          | 1                | 1                | 0                | 0                | -                | -                | -                | -                | 3        | 1      | 0           | 0          |
| E. Cascarino  | 1          | 0          | 0           | 0          | -                | -                | -                | -                | -                | -                | -                | -                | 1        | 0      | 0           | 0          |
| L. Dickenmann | 20         | 10         | 0           | 0          | 4                | 1                | 0                | 0                | 4                | 0                | 0                | 0                | 28       | 11     | 0           | 0          |
| M. Garbino    | 3          | 0          | 0           | 0          | 3                | 3                | 0                | 0                | -                | -                | -                | -                | 6        | 3      | 0           | 0          |
| M. Gérard     | 4          | 0          | 0           | 0          | 3                | -1               | 0                | 0                | 1                | 0                | 0                | 0                | 8        | -1     | 0           | 0          |
| A. Hegerberg  | 22         | 26         | 0           | 0          | 6                | 7                | 0                | 0                | 4                | 1                | 0                | 0                | 32       | 34     | 0           | 0          |
| A. Henry      | 19         | 1          | 2           | 0          | 5                | 1                | 1                | 0                | 4                | 0                | 0                | 0                | 28       | 2      | 3           | 0          |
| S. Kumagai    | 22         | 2          | 0           | 0          | 6                | 0                | 0                | 0                | 4                | 0                | 0                | 0                | 32       | 2      | 0           | 0          |
| E. Le Sommer  | 22         | 29         | 0           | 0          | 5                | 4                | 0                | 0                | 4                | 5                | 0                | 0                | 31       | 38     | 0           | 0          |
| A. Majri      | 20         | 8          | 0           | 0          | 5                | 3                | 0                | 0                | 3                | 0                | 0                | 0                | 28       | 11     | 0           | 0          |
| L. Nécib      | 16         | 2          | 0           | 0          | 3                | 0                | 0                | 0                | 4                | 2                | 0                | 0                | 23       | 4      | 0           | 0          |
| È. Périsset   | 10         | 1          | 0           | 0          | 2                | 0                | 0                | 0                | 0                | 0                | 0                | 0                | 12       | 1      | 0           | 0          |
| C. Perrault   | 0          | 0          | 0           | 0          | -                | -                | -                | -                | -                | -                | -                | -                | 0        | 0      | 0           | 0          |
| C. Petit      | 17         | 0          | 1           | 0          | 6                | 1                | 0                | 0                | 3                | 1                | 1                | 0                | 26       | 2      | 2           | 0          |
| L. Pingeon    | 8          | 4          | 0           | 0          | 0                | 0                | 0                | 0                | 1                | 0                | 0                | 0                | 9        | 4      | 0           | 0          |
| M. Plaza      | 2          | 0          | 0           | 0          | -                | -                | -                | -                | -                | -                | -                | -                | 2        | 0      | 0           | 0          |
| W. Renard     | 21         | 10         | 0           | 0          | 4                | 1                | 0                | 0                | 4                | 1                | 1                | 0                | 29       | 12     | 1           | 0          |
| L. Schelin    | 21         | 34         | 0           | 0          | 6                | 5                | 0                | 0                | 4                | 2                | 0                | 0                | 31       | 41     | 0           | 0          |
| M. Tarrieu    | 1          | 0          | 0           | 0          | 1                | 1                | 0                | 0                | -                | -                | -                | -                | 2        | 1      | 0           | 0          |
| É. Thomis     | 15         | 4          | 1           | 0          | 5                | 0                | 0                | 0                | 3                | 0                | 0                | 0                | 23       | 4      | 1           | 0          |
| M. Traoré     | 3          | 0          | 0           | 0          | 1                | 0                | 0                | 0                | 0                | 0                | 0                | 0                | 4        | 0      | 0           | 0          |